# Cantón de Moncontour (Vienne)
El cantón de Moncontour era una división administrativa francesa, que estaba situada en el departamento de Vienne y la región de Poitou-Charentes.

## Composición
El cantón estaba formado por diez comunas:
- Anglier
- Aulnay
- La Chaussée
- Craon
- La Grimaudière
- Martaizé
- Mazeuil
- Moncontour
- Saint-Clair
- Saint-Jean-de-Sauves

## Supresión del cantón de Moncontour
En aplicación del Decreto n.º 2014-264 de 27 de febrero de 2014, el cantón de Moncontour fue suprimido el 22 de marzo de 2015 y sus 10 comunas pasaron a formar parte del nuevo cantón de Loudon.